# Sillkajen

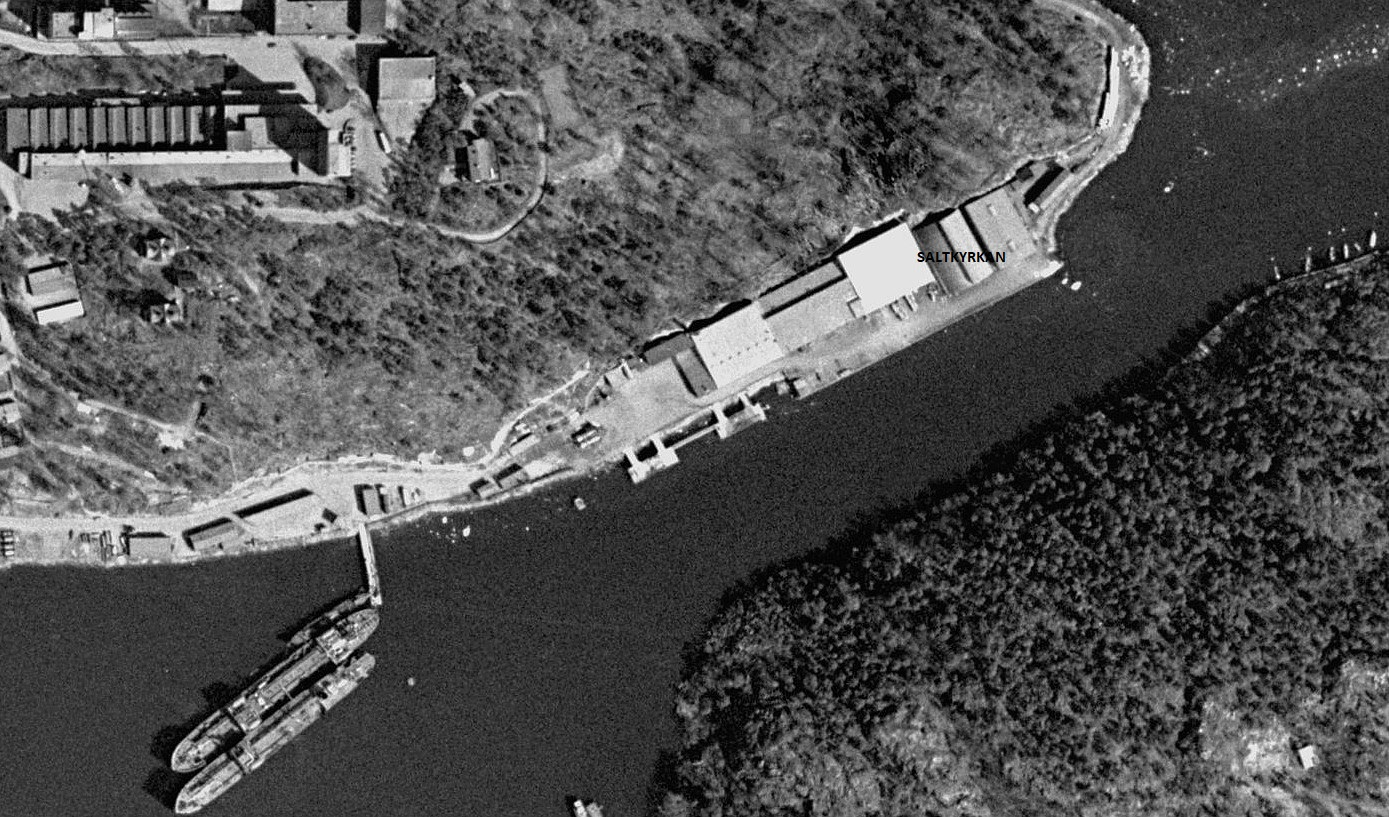
Sillkajen och Svindersviken, 1960-tal. Saltkyrkan är andra byggnaden från höger. I övre vänstra hörn syns Spisbrödsfabriken.

Sillkajen kallas ett område och en tidigare kajanläggning på sydöstra sidan av Kvarnholmen i Nacka kommun. På Sillkajen hade Kooperativa Förbundet sin fisk- och luthantering och här stod den så kallade Saltkyrkan. Bebyggelsen revs 2012–2013 för att bereda plats åt Svindersviksbron och ett nytt bostadsområde.

## Historik

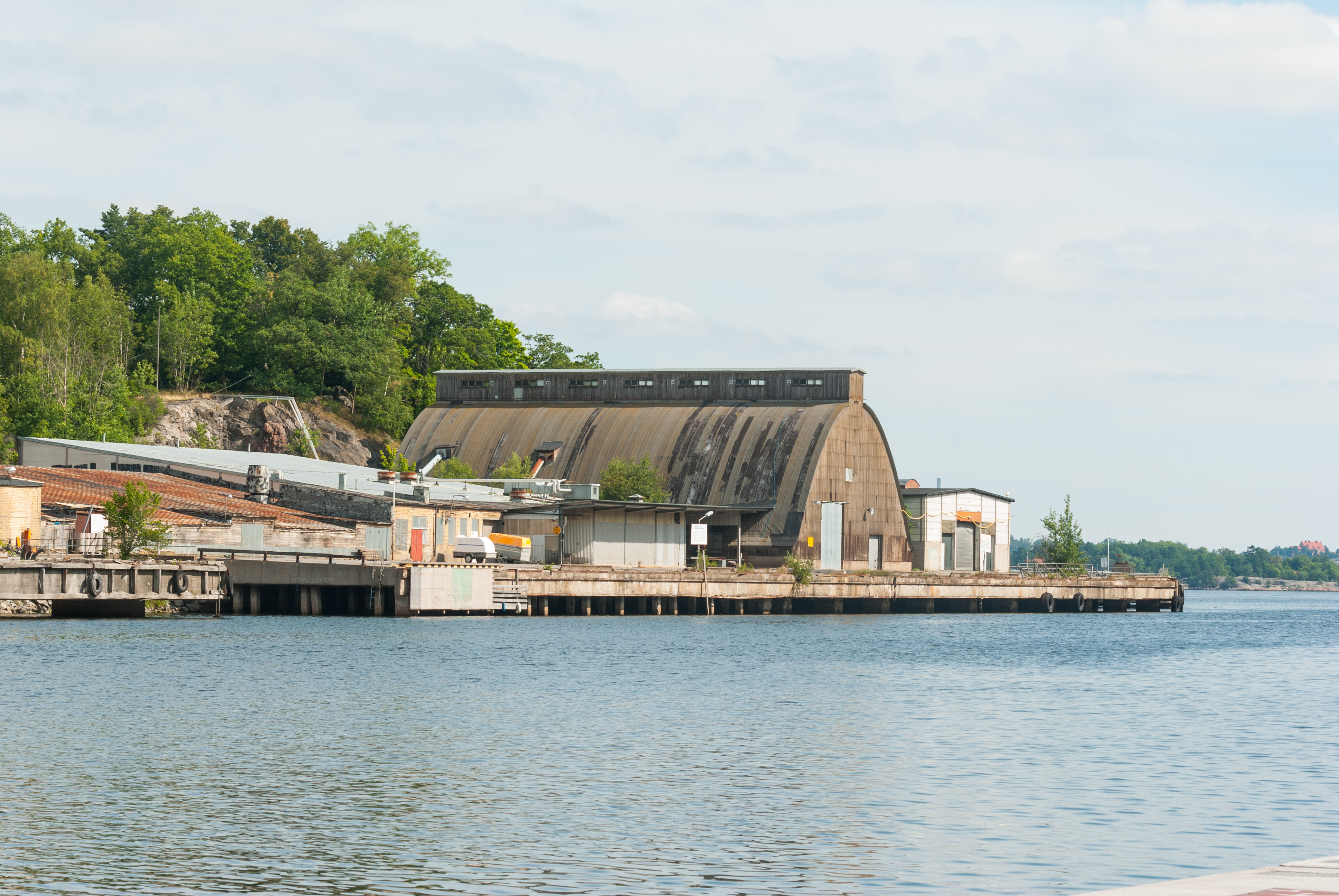
Sillkajen med "Saltkyrkan" i juli 2012.

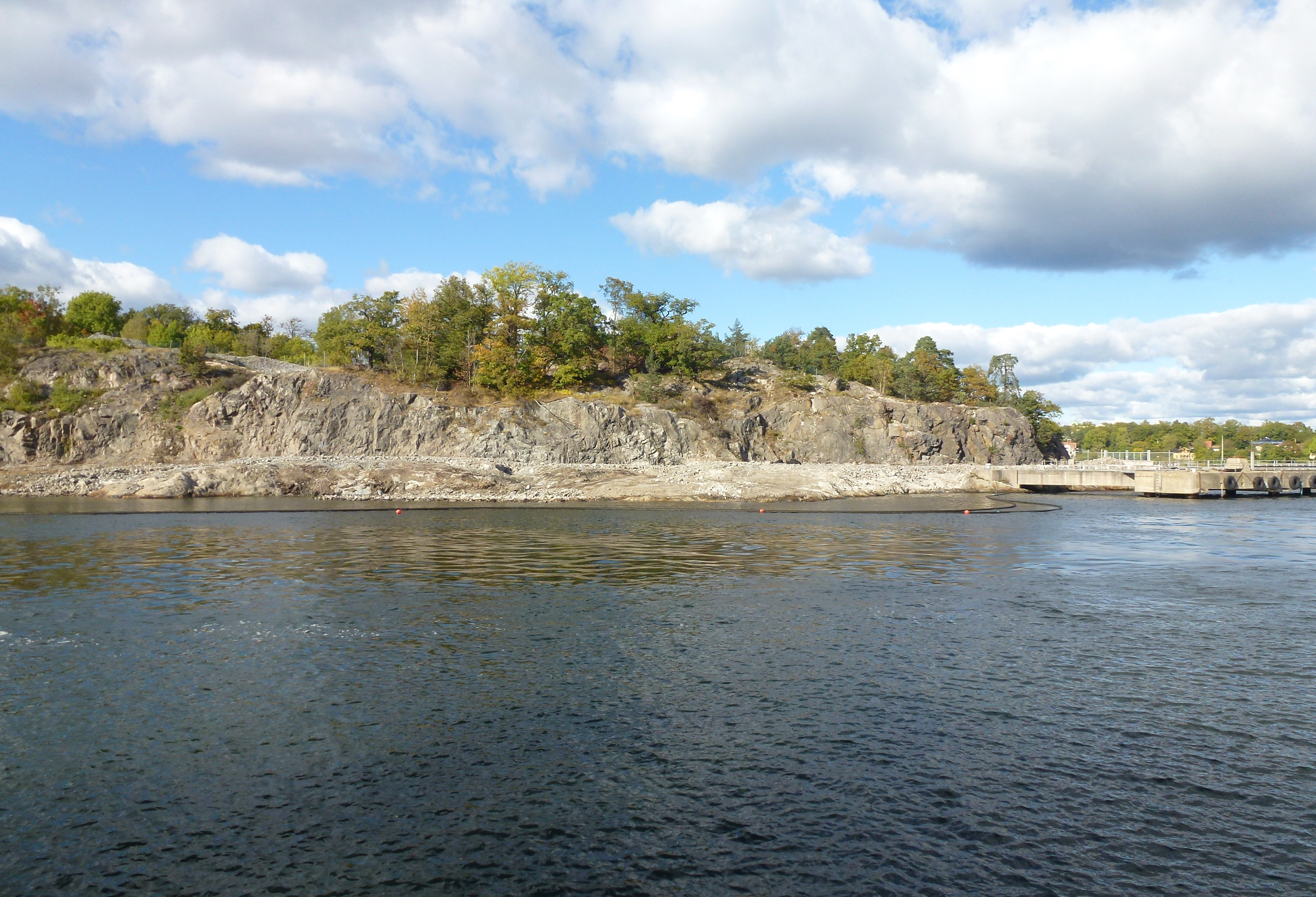
Kajområdet i september 2013.

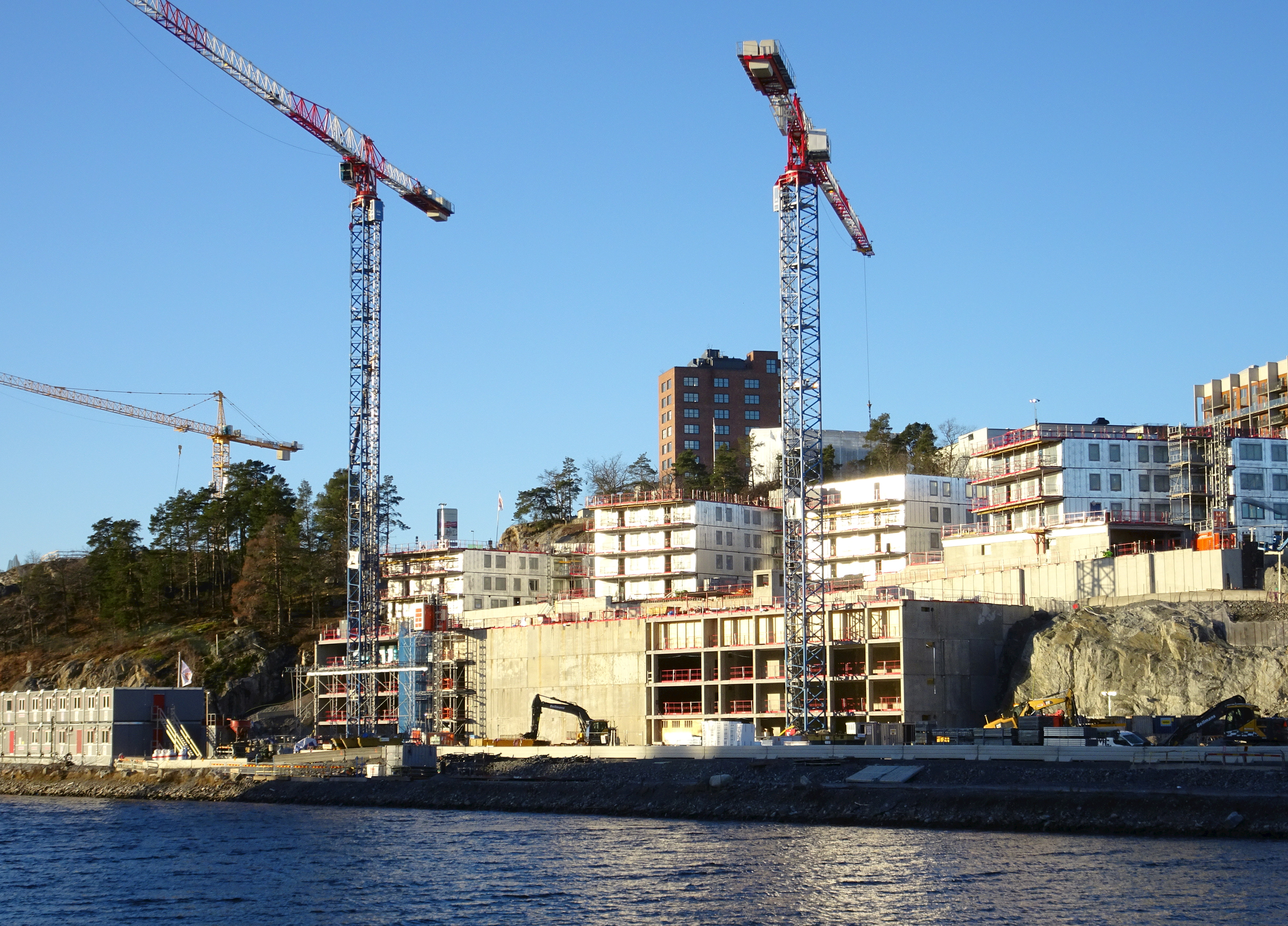
Kajområdet i januari 2022.

På 1930-talet började Kooperativa Förbundet (KF) anlägga en kaj vid sydöstra sidan av Kvarnholmen. KF var sedan tidigare etablerat på Kvarnholmen där man bland annat drev Kvarnen Tre Kronor som låg vid norra kajen. Till södra kajen förlade KF sin fisk- och luthantering, därav namnet Sillkajen. På och intill kajen uppfördes flera byggnader såsom magasin och kontor. Fisken kom med fartyg från bland annat Island.
I maj 1938 slöt Statens Reservförrådsnämnd ett avtal med KF om ett saltlager på förbundets kaj på Kvarnholmen. Salt var en viktig råvara inom industrin och för folkförsörjningen och tillgången skulle tryggas inför ett hotande andra världskrig med befarad avspärrning i varutillförseln. I saltmagasinet på Kvarnholmen skulle förvaras 5 000 till 5 600 ton stensalt som nämnden köpte från Tyskland via KF. Utöver magasinet på Kvarnholmen hade Reservförrådsnämnden ett antal saltlager runt om i Sverige.

### Saltkyrkan
Saltmagasinet uppfördes under sommaren 1938. För ritningarna svarade KFAI, KF:s eget arkitektkontor, och för kostnaderna stod Reservförrådsnämnden i form av en engångssumma om 37 000 kronor samt 2:70 kronor för varje ton inlagrat salt. Byggnaden konstruerades som en stor pelarlös hall med planmått 25x36 meter och en invändig takhöjd på omkring tio meter. Taket uppbars av bågformade limträbalkar av fabrikat Töreboda limträ. I takets hjässa anordnades en längsgående, två meter hög lanternin med fönster på båda sidor. Inuti lanterninen fanns ett transportband varifrån magasinet kunde fyllas. Av de boende på Kvarnholmen kom byggnaden att kallas Saltkyrka på grund av hallen höga kyrkliknande utseende. En miniatyr av Saltkyrkan finns idag på temalekplatsen Lilla Kvarnholmen.

### Ändrad användning
KF:s avtal med staten varade tio år därefter övergick byggnaden i KF:s ägo och införlivades i förbundets sill- och lutindustri vid Sillkajen. 1982 bildade OK och Lantmännen ett gemensamt smörjoljeproduktionsbolag som förlades till Kvarnholmens sydöstra delar. I samband med detta byggdes saltmagasinet om och anpassades till den nya verksamheten. Bland annat anlades ett mellanbjälklag i magasinet och rörledningar drogs mellan magasinet och den intilliggande byggnaden i väster. Saltmagasinet användes till lagring av smörjoljor och den intilliggande byggnaden i öster var paketering. Ovanför kajområdet uppföres också några oljecisterner. Efter OK hade Preem verksamhet här. Åren innan rivningen användes magasinet för vinterförvaring av båtar. Rivningen inleddes 2012 för att skapa plats för Svindersviksbrons norra brofäste.

## Nytt bostadsområde
I samband med omdaningen av Kvarnholmen från industriområde till en plats för boende, kultur och arbete vann en ny detaljplan laga kraft i juli 2015. Den syftar till att öppna södra Kvarnholmen för bostäder med inslag av lokaler för verksamheter, förskola, småbåtshamn för boende samt en badanläggning för året runt bruk. Exploatörer är Peab och JM. Hela området beräknas vara färdigställt omkring år 2030.